# Ботанический сад ЮФУ
Ботанический сад Южного федерального университета расположен в северо-западной части Ростова-на-Дону, в долине реки Темерник. Является первым ботаническим садом на огромной территории безлесной зоны юга России.
На территории сада находится минеральный источник, носящий имя Преподобного Серафима Саровского, который преподносится дирекцией сада как православная святыня.

## История
О необходимости создания в городе ботанического сада впервые заговорили в 1915 году, после эвакуации в Ростов-на-Дону Варшавского университета из-за опасности оккупации польской столицы немецкими войсками. Но только в 1927 году по инициативе профессоров В. Ф. Хмелевского и В. Н. Вершковского городские власти выделили под ботанический сад 74,11 га. Ботанический сад Северо-Кавказского университета был первым на огромной территории безлесной зоны юга России. Главной его задачей считалась акклиматизация в степном крае растений из других регионов планеты.
Ботанический сад появился в 1927 году. На его месте еще в конце 1920-х годов в пойменной части находились огороды и цветоводческое хозяйство. Древесная растительность почти отсутствовала. На высоком правом берегу реки Темерник велась добыча известняка для городского строительства. Безликий ландшафт изредка нарушался зарослями кустарника в балках, ивняком у реки и небольшой группой деревьев у цветоводческого хозяйства. Часть территории была занята пашней и охотничьими угодьями.
В основу планировки сада была положена карта Северного Кавказа. Предполагалось, что основные аллеи и дорожки сада будут соответствовать контурам карты региона и его железнодорожным линиям. В определенных местах дорожки по плану прерывались площадками и клумбами, символизирующими города и железнодорожные станции. За пределами такой разбивки оставались усадьбы построек, оранжерея и парники, плодово-маточный сад, виноградник, дендрарий и участок грунтового цветоводства. Согласно задумкам авторов проекта, при разбивке территории на отдельные куртины нужно было соблюсти не только масштаб, но и отразить относительный рельеф региона и его растительные особенности. Осуществить задуманное оказалось невозможно. Представители субальпийских березняков, предгорных дубрав и буково-пихтовые посадки, перенесенные в новые условия, в первые же годы почти все погибли.
В закладке ботанического сада приняли участие тысячи ростовчан. Все работы выполнялись вручную. Начатые в 1929 году, они были в основном завершены в 1933 году. Уже в то время начали формироваться коллекции декоративных, технических и других культур. К 1940 году коллекционный фонд сада насчитывал свыше тысячи наименований растений, в том числе граб, платан, бархатное дерево. Общая площадь составила 269,5 га, из которых 100 га занимал дендрарий, 7 га оранжерея, 32 га питомник.
Во время немецкой оккупации были разрушены не только оранжереи, служебные здания и сооружения, но полностью погибли коллекции оранжерейных и цветочно-декоративных травянистых растений. Существенно пострадали парк и дендрарий. Было уничтожено много крупных деревьев таких пород, как дуб, граб, бук, сосна и другие. Погибло около 100 видов садовых форм, что составляло одну треть коллекции, причём большинство наиболее редких листопадных и вечнозеленых растений. В послевоенный период все строения и коллекционный фонд ботанического сада были полностью восстановлены.
В настоящее время Ботанический сад является учебно-научным подразделением Южного Федерального университета.

## Коллекции

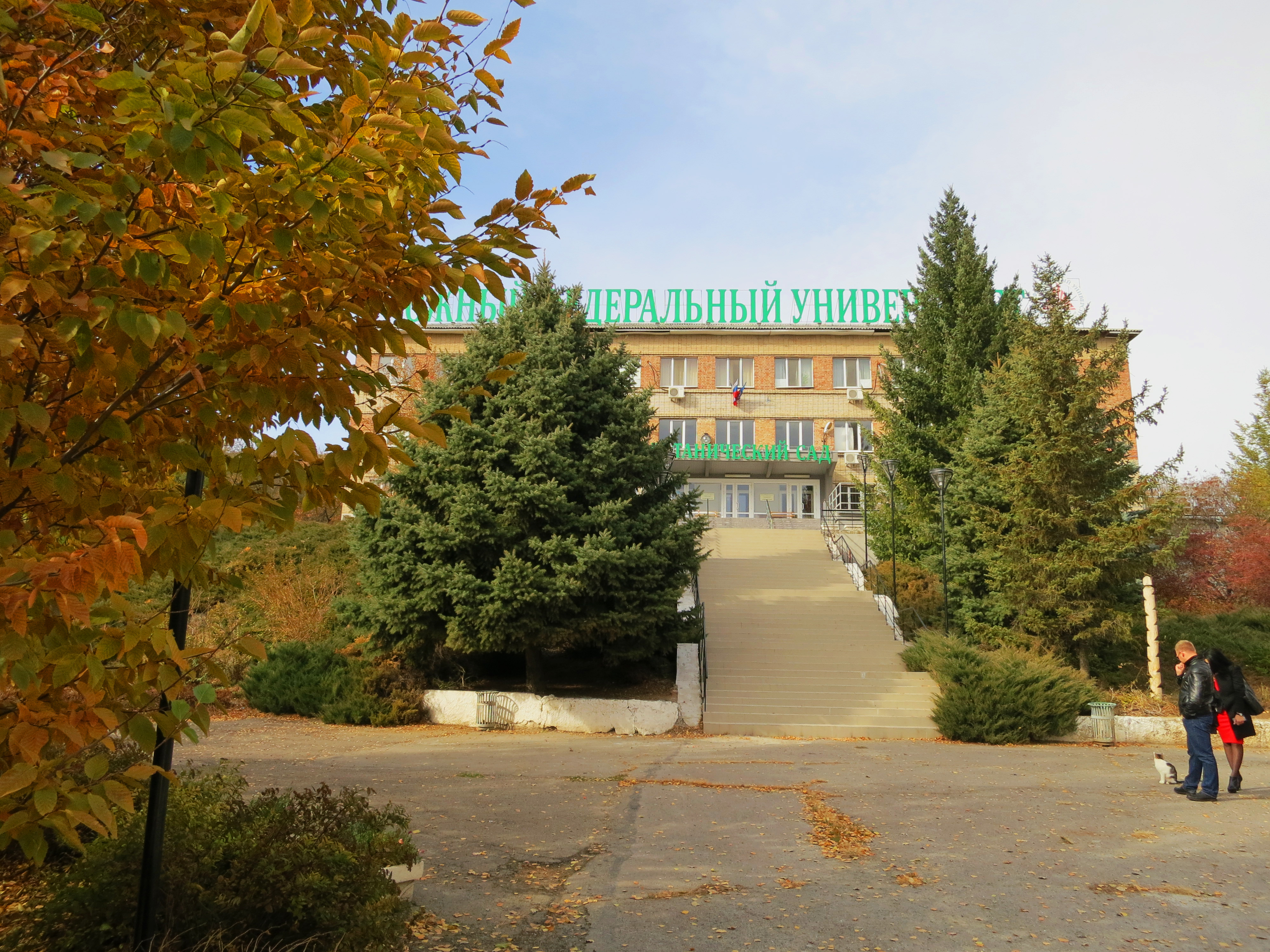
Здание администрации Ботанического сада, 2015 год

Ботанический сад Южного федерального университета — один из крупнейших университетских садов России. Его площадь превышает 200 гектаров. В нем произрастают свыше 6500 видов деревьев, кустарников и травянистых растений. Почти 1600 видов и форм достигает коллекция флоры, собранная в оранжерее тропических и субтропических культур. Созданы отделы орехоплодных, лекарственных и других растений.
В оранжереях сада и в открытом грунте произрастает свыше 5000 видов деревьев, кустарников и травянистых растений, в том числе в оранжерее тропических и субтропических растений в коллекции флоры Африки, Юго-Восточной Азии, Северной и Южной Америки, Австралии собрано почти 1600 видов растений. Сад включает в себя следующие коллекции:
- Дендрологическая коллекция;
- Коллекция цветочных культур;
- Коллекция лекарственных и эфиромасличных растений;
- Коллекция тропических и субтропических растений;
- Экспозиция «приазовская степь»;
- Редкие и исчезающие виды растений в коллекциях Ботанического сада;
- Гербарий Ботанического сада;
- Делектус.

Особенно примечательны девяностолетний двадцатипятиметровый дуб черешчатый, кусты самшита, барбариса, тридцатилетнее реликтовое дерево гинкго, можжевельник, облепиха, а в оранжерейной коллекции находятся агава, фикус, банан райский, финиковая пальма, бамбук.